# NEW SEASON (森高千里のアルバム)
『NEW SEASON』（ニューシーズン）は、森高千里のメジャーデビューアルバム。発売元は、ワーナー・パイオニア／ワーナー・ブラザース・レコード。

## 解説
- タイトルチューンでデビューシングルである「NEW SEASON」とカップリングの「ピリオド」を収録したデビューアルバム、なお両曲共に今作では別音源で収録されている。
- 今作では森高の作詞はまだ無いが、作詞に菅野真吾（オルケスタ・デ・ラ・ルスのカルロス菅野）や、高柳恋、伊秩弘将（「NEW SEASON」「ピリオド」ではHIROとクレジットされている）らが名を連ねている。

## 収録曲
1. 涙 Good-bye
  - 作詞：菅野真吾、作曲：山本拓巳、編曲：WISE(菅野真吾・山本拓巳)
2. 夢の終り
  - 作詞：菅野真吾、作曲・編曲：斉藤英夫
3. 林檎酒のルール
  - 作詞：高柳恋、作曲・編曲：島健
4. オーティスレディングに乾杯
  - 作詞：高柳恋、作曲・編曲：津垣博通
5. WAYS
  - 作詞：福永ひろみ、作曲・編曲：津垣博通
6. ピリオド（アルバム・ヴァージョン）
  - 作詞：HIRO、作曲・編曲：斉藤英夫
7. あの日のフォトグラフ
  - 作詞：伊秩弘将、作曲・編曲：島健
8. Miss Lady
  - 作詞・作曲：伊秩弘将、編曲：WISE(菅野真吾・山本拓巳)
9. NEW SEASON (ロング・ヴァージョン)
  - 作詞：HIRO、作曲・編曲：斉藤英夫

## 参加ミュージシャン
- 森高千里：Vocal, Acoustic Piano(7), Fender Rose Solo(1), Sampling Keyboard Solo(9)
  - Guitar：斉藤英夫(2,6,9), 和田アキラ(3), 松下誠(7) and 岩見和彦(1,8)
  - Keyboards：島健(3,7), 津垣博通(4,5), 塚田のび太(2,6,9), 福田裕彦(9)
  - Bass：高水健司(3), 富倉安生(7), 沢田浩史(1,8) and 美久月千晴(9)
  - Drums：村上“ポンタ”秀一(3), 島村英二(7), 辻野リューベン(9) and 木村万作(1,8)
  - Simmons, Cymbals, Toms：RYO SAITO(2,6)
  - Percussion：菅野真吾(1,3,8), 斉藤ノブ(7)
  - Saxophone：鎌田一夫(1,8) and 渕野繁雄(3,4)
  - Trombone：村上こうよう(8) and 三田治美(4)
  - Chorus：斉藤英夫(2,6,9) and THE THREE PINKIES(1,3,4,5)
  - Background Vocal：藤生ゆかり(9), 伊秩弘将(8)
  - Strings：MAEDA Strings(3) and TOMODA Strings(7)
  - Synthesizer Programs：有馬知章(1,4,5,8) and 梅野貴典(3,7)